# 고모리정
고모리정(일본어: 河守町)은 일본 교토부 가사군에 설치되었던 정이다. 현재의 후쿠치야마시에 해당한다.

## 역사
- 1889년 4월 1일 - 정촌제 시행에 의해 5촌의 구역을 가지고 고모리시모촌이 성립하였다.
- 1890년 12월 10일 - 고모리시모촌이 정으로 승격해 고모리정으로 개칭되었다.
- 1951년 4월 1일 -고모리카미촌·가와히가시촌·가와니시촌·아리지카미촌·아리지시모촌을 편입 당일에 오에정으로 개칭해 성립하였다.

## 행정

### 역대촌장・정장
- 1889年5月～1891年3月 真下六十郎
- 1891年3月～1895年3月 真下六兵衛
- 1895年3月～1899年4月 由里儀兵衛
- 1899年4月～1907年8月 由里清左衛門
- 1907年9月～1911年9月 真下巻治
- 1911年10月～1913年8月 新井誠一郎
- 1913年9月～1919年7月 河田新蔵
- 1919年7月～1920年1月 久野巻太郎
- 1920年1月～1924年1月 古高文衛
- 1924年1月～1928年1月 塩見久良
- 1928年1月～1944年1月 新井哲二郎
- 1944年2月～1946年11月 河田新蔵
- 1947年4月～1950年12月 太田宗輔
- 1951年2月～1951年3月 高宮岩次郎

## 교통

### 철도
- 호쿠탄 철도

## 참고문헌
- 「角川日本地名大辞典」編纂委員会『角川日本地名大辞典 26 京都府 上巻』角川書店、1982年